# 라세 스반 한센
라세 스반 한센(덴마크어: Lasse Svan Hansen, 1983년 8월 31일~)은 덴마크의 은퇴한 핸드볼 선수로 포지션은 라이트윙이다. 덴마크 핸드볼 리그의 GOG 혼볼과 독일 분데스리가의 SG 플렌스부르크-한데비트에서 활약했으며, 덴마크 리그 2회, 독일 리그 2회 우승했고, 2014년에는 EHF 챔피언스리그 우승을 달성했다.
덴마크 국가대표 선수로 활동하여 2016년 하계 올림픽 금메달, 2020년 하계 올림픽 은메달을 획득했고, 세계 선수권 대회 우승 2회, 준우승 2회, 유럽 선수권 대회 우승 1회, 준우승 1회를 달성했다. 